# Sent Liònç
Sant Leons ('en francès i oficial Saint-Leons, en occità Sant Liònç) és un municipi de França dins la regió administrativa d'Occitània al departament de l'Avairon i l'arrondissement de Millau i el cantó de Vézins-de-Lévézou. Altitud entre 506 i 981 m. L'any 1999 tenia 301 habitants.
Va ser el lloc de naixement de l'entomòleg Jean-Henri Fabre.

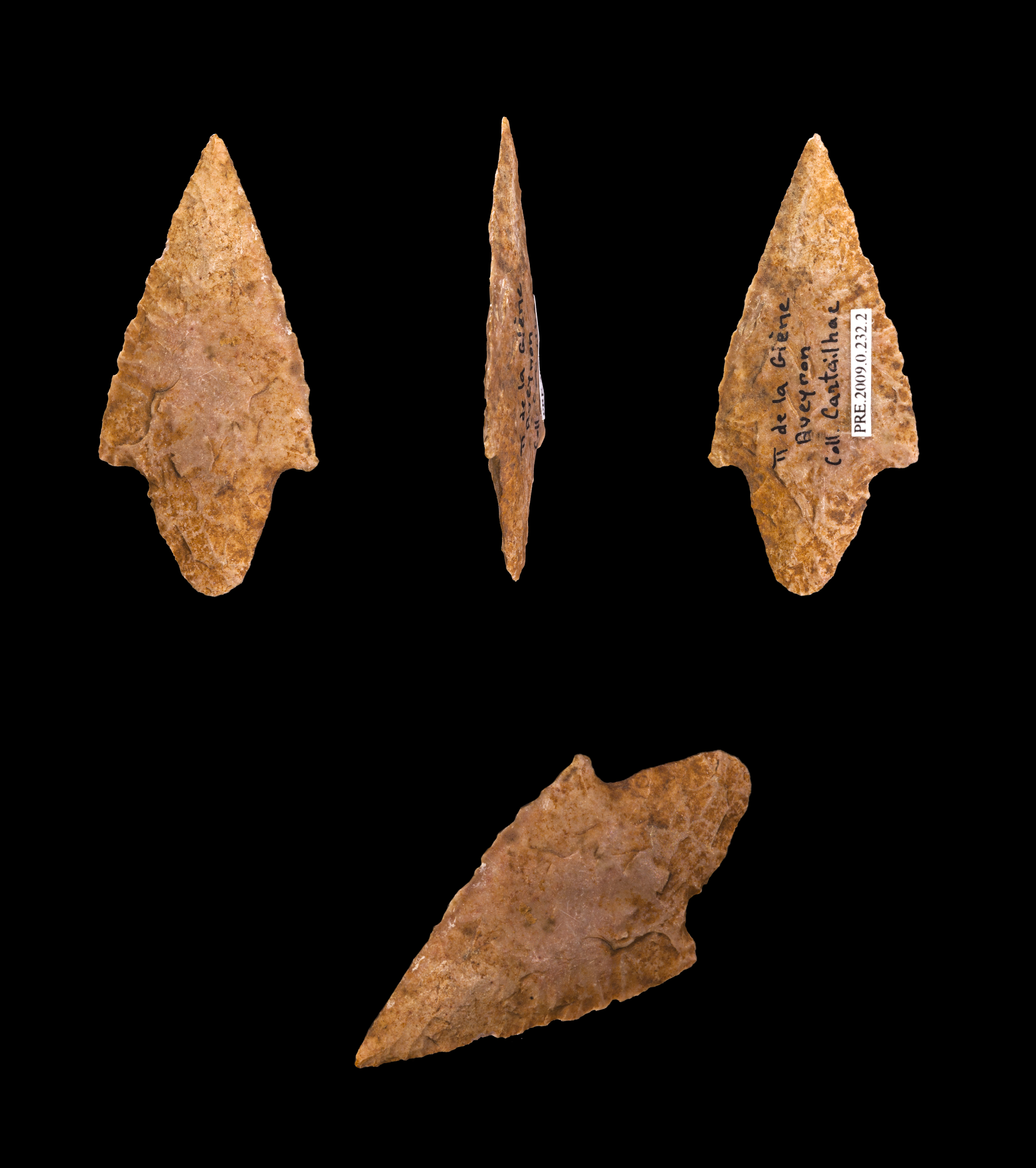
Punta de fletxa del Neolític (Muséum de Toulouse)
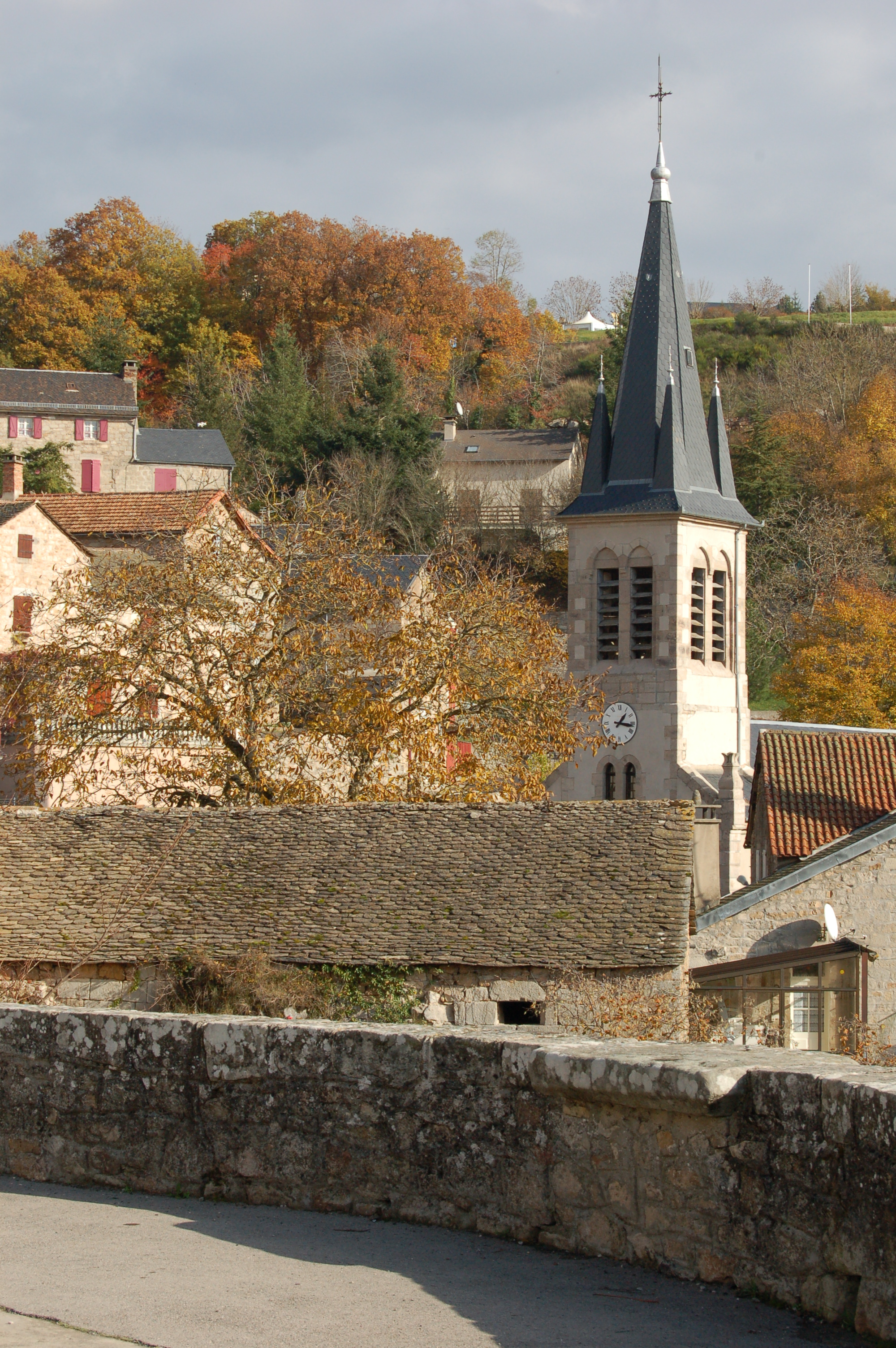
Església de Sant Leons
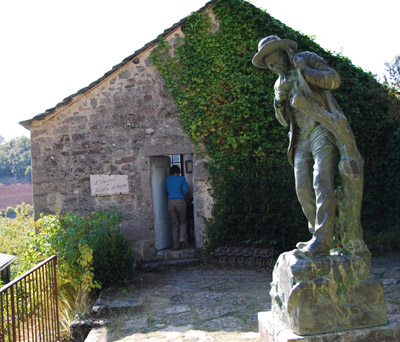
Casa natal de Jean-Henri Fabre